# 垂枝柏
垂枝柏（学名：Sabina recurva）为柏科圆柏属下的一个种。